# Умиров, Абдугани Эргашевич
Абдугани Эргашевич Умиров (род. 27 января 1964 года, Кашкадарья, УзССР, СССР) — узбекский экономист и политик, депутат Законодательной палаты Олий Мажлиса Республики Узбекистана.

## Биография
Абдугани Умиров родился 27 января 1964 года в Кашкадарье. В 1989 году — окончил Ташкентский институт народного хозяйства.
Представляет Социал-демократическую партию «Адолат». В 2015 году становится депутатом Законодательной палаты Олий Мажлиса. Представитель комитета по бюджету и экономическим реформам. В 2020 году был переизбран на еще один срок.